# Unst
Unst a skóciai Shetland-szigetekhez tartozó Észak-szigetek három nagy szigetének egyike. 120 km²-es területével a Mainland és Yell után a szigetcsoport harmadik legnagyobb szigete. Ez a Brit-szigetek legészakibb lakott tagja.

## Földrajz
A sziget 19 km hosszú és 8 km széles.
Legelőin a juhok mellett shetlandi pónik is élnek.

## Gazdaság
A legtöbb család ma is a hagyományos crofting rendszerű földművelést űzi, de számos más, a helyi adottságokhoz illeszkedő ágazat is jelen van: kőfejtés, akvakultúra, kézimunka (főként kötés), élővilág-turizmus, valamint a honvédelem.